# Ermal Mamaqi
Ermal Mamaqi (ur. 21 marca 1982) – albański aktor, piosenkarz, prezenter telewizyjny.

## Życiorys
Ukończył studia w dziedzinie śpiewu w jednym z tirańskich uniwersytetów.

### Działalność telewizyjna
Uczestniczył w programie Portokalli. Po odejściu z niego prowadził własny program telewizyjny, 6 Ditë pa Ermalin, który był emitowany w każdą sobotę w telewizji DigitAlb. Program ten odniósł duży sukces.
We wrześniu 2016 Mamaqi podpisał kontakt z TV Klan, gdzie w każdą sobotę nadawał program Xing me Ermalin.

## Filmografia

### Filmy
| Rok  | Tytuł                            | Rola               |
| ---- | -------------------------------- | ------------------ |
| 2009 | Żyj!                             | trzeci brat Fatime |
| 2013 | Femrat                           | Riku               |
| 2015 | Claydee i Ermal Mamaqi: Señorita | on sam             |
| 2016 | Shtate Dite                      | Flori              |
| 2019 | 2 Gisht Mjaltë                   | Ervin              |
| 2020 | I love Tropoja                   |                    |

### Seriale
| Rok  | Tytuł                    | Rola   | Uwagi       |
| ---- | ------------------------ | ------ | ----------- |
| 2017 | Skanderbeg               | Prifti | Odcinki 1-9 |
| 2021 | H.O.T. Człowiek z Tirany |        |             |

## Życie prywatne
Żoną Mamaqiego jest Amarda Toska, była reżyserka programu Portokalli, z którą ma syna i córkę (ur. 2018). Prowadzą firmę Ami Event, zajmująca się m.in. organizacją różnych imprez. Sam Ermal Mamqi założył również własne studio Ermal Mamaqi Production.